# Vaishali (stad)
Vaishali of Vesali is een archeologische vindplaats in de Indiase staat Bihar. In de oudheid was het de hoofdstad van de Licchavis en de Vajji-confederatie. Tegenwoordig is het de locatie van het dorpje Basarh.

## Oudheid
Vaishali was de hoofdstad van Vajji, een van de mahajanapada, de grotere staten in die tijd. Vajji was een gana-sangha, een tribale oligarchie. In Vaishali regeerde volgens de Ekapanna Jataka een raad van 7707 familiehoofden. Deze droegen allen de titel radja (koning of prins).
De Licchhavi's kregen een conflict met Ajatashatru van Magadha, wat volgens boeddhistische geschriften zou zijn ontstaan toen de Licchhavi's meer dan hun deel namen uit de opbrengsten van een gedeelde juwelenmijn. Volgens jaïnische geschriften lag de oorzaak van het conflict in de weigering van Halla en Vihalla om de witte olifant Seyanaga of Sechanaka en een halsketting aan hun halfbroer Ajatasattu te geven. De jonge broers hadden de olifant en de halsketting van hun vader Bimbisara gekregen en deze rijkdom wekte de jaloezie op van Padmavati, een van de vrouwen van Ajatasattu. Zij vluchtten naar Vaishali waar hun grootvader Chetaka resideerde als hoofd van de negen ganaraj van de Lichchhavi-clan en deze weigerde zijn kleinzoons terug te sturen. De machtige Licchhavi's stonden aan het hoofd van een coalitie van gana's in Vajji en hadden ook de steun van Koshala. Daarmee waren zij te sterk voor een directe aanval door Magadha en Ajatasattu liet zijn minister Vassakara dan ook verdeeldheid zaaien tussen de clan's van de oligarchie. Daarnaast maakte hij gebruik van een mahasilakantaka, een katapult, en rathamusala, strijdwagens, en liet het fort Pataligrama bouwen bij de samenloop van de Ganges en de Son-rivier. Halla en Vihalla zouden tijdens de belegering van Vaishali uitvallen uit de stad hebben gemaakt met Seyanaga en zo vele slachtoffers hebben weten te maken onder de strijders van Ajatasattu, maar uiteindelijk kwam de olifant om tijdens een van deze uitvallen. Na een lange oorlog van mogelijk 16 jaar wist Ajatasattu de overwinning te behalen en naast Vajji ook Koshala in te lijven. Ook Pradyota van Avanti werd verslagen door Ajatasattu.
De hoofdstad van Magadha was eerst Girivraja en later Pataligrama. Shishunaga zou volgens de Malalankaravatthu Vaishali tot hoofdstad hebben gemaakt. Onder zijn zoon Kalashoka werd Pataliputra opnieuw de hoofdstad, maar hij hield wel de tweede boeddhistische concilie in Vaishali.
Volgens de traditie van het jaïnisme was Vajji de geboorteplaats van Mahavira. 
Het wordt ook veel genoemd in boeddhistische geschriften en volgens de Purana's is het verbonden met de legendarische koning Vishala.

## Archeologie
Alexander Cunningham identificeerde Vaishali. Bij opgravingen in 1950 werden vier periodes onderscheiden:
- periode Ia, ca. 500–300 v.Chr.
- periode Ib, ca. 300–150 v.Chr.
- periode II, ca. 150 v.Chr.–100 n.Chr.
- periode III, ca. 100–300 n.Chr.
- periode IV, ca. 300–500 n.Chr.

Opgravingen in 1958-1962 maakten onderscheid tussen:
- periode I, voor 600 v.Chr.
- periode II, ca. 600-200 v.Chr., northern black polished ware-fase
- periode III, ca. 200 v.Chr.–200 n.Chr.
- periode IV, ca. 200–600 n.Chr.
- periode V, na 600 n.Chr.

De heuvel Raja Visal ka Garh heeft nog overblijfselen van oude vestingwerken. Van een tank die bekend staat als Khorana Pokhar wordt aangenomen dat deze een rol speelde bij de kroningen van de Lichchhavis. Ten noordwesten daarvan is een stupa gevonden. Ook staat er een Ashokapilaar in Kolhua bij Vaishali.